# Captación Lequena
Captación Lequena es el sistema de captación de aguas superficiales ubicado en la ribera poniente del río Loa. Pertenece a la empresa Aguas Antofagasta, siendo la captación que aporta el mayor caudal a la red de abastecimiento de agua potable, abasteciendo a 148.849 personas en las ciudades de Antofagasta, Calama, Tocopilla y Mejillones de la Región II de Chile. Está a unos 103 km de la ciudad de Calama, aproximadamente a 3.245 m s. n. m., está diseñada para captar un caudal máximo de 550 L/s.

## Dimensiones
La obra está conformada por una presa con un muro frontal de 24,7 x 4,3 m. La captación de las aguas crudas es por un canal lateral que cuenta con una rejilla de 11/4” de abertura y con una compuerta de muro que permite el ingreso de las aguas crudas al canal que las conduce al desarenador de 17,70 m de largo por 7,45 m de ancho y una profundidad máxima de 3 m. El desarenador se encuentra protegido de las crecidas del Río Loa con un muro de contención lateral en hormigón armado de 25 m de largo y con cota de coronamiento de 3.246 m s. n. m. Inmediatamente aguas abajo por medio de 6 canaletas longitudinales y de un vertedero frontal se descargan las aguas tratadas a una cámara de entrega desde donde nace la Aducción Lequena – Calama, cañería de acero de D = 800 mm a una cota de fondo de 3.341,5 m s. n. m., controlándose su caudal mediante una válvula de mariposa de D = 800 mm, instalada unos 4 m aguas abajo de dicha cámara. 
En el evento que se tuviera que dejar fuera de servicio la captación principal, se cuenta a unos 150 m aguas arriba de ella, con una captación de emergencia, conformada por una barrera frontal de tablones que se insertan en unos pilares construidos con rieles, un canal desrripiador y una cámara lateral de toma, estructuras que se encontraban semivolcadas el día de la visita, desde donde nace una aducción en cañería de acero de D = 8 dm que se conecta con la Aducción Lequena – Calama aguas abajo de la válvula de control de entrega a dicha Aducción. 
En la captación hay celador permanente, contando con casa habitación en estructura metálica, con aislación térmica y forrada interiormente en cholguán y madera. También existe una casa de huéspedes y una bodega.

## Otros usos
En el año 2003 se firmó un contrato entre ESSAN (hoy Aguas Antofagasta) y la Minera Collahuasi por la compra del río Loa, para la realización de actividades mineras. Dicho contrato se ha estado intentando admitir, pero ha sido rechazado en varias oportunidades debido al alto impacto ambiental. Sin embargo, en 2012 el Servicio de Evaluación ambiental rechazó el proyecto por considerar que tenía imprecisiones y posibles alteraciones de disponibilidad de agua.